# Tünkhel, Selenge
Tünkhel (tiếng Mông Cổ: Түнхэл) là một khu định cư kiểu đô thị ở sum Mandal, tỉnh Selenge, miền bắc Mông Cổ. Nó nằm cách thành phố Züünkharaa 35 km về phía đông nam. Đoạn đường sắt từ Tünkhel đến thành phố dài khoảng 45 km. Tünkhel có một nhà ga trên tuyến Đường sắt Xuyên Mông Cổ. Mỏ vàng Gatsuurt nằm cách khu định cư 15 km về phía tây.
Tünkhel nằm trên độ cao 1076 m (3533 ft) so với mực nước biển.